# ملعب أورلاندو
ملعب أورلاندو هو ملعب متعدد الاستخدامات يقع بضاحية سويتو المتواجدة في مدينة جوهانسبرغ بجنوب أفريقيا. الملعب أسس سنة 1959، وأعيدت هيكلته سنة 2008 بتكلفة مالية قدرها 280 مليون راند، و تبلغ قدرته الاستيعابية حوالي 40,000 مقعد. وهو الملعب الرئيسي لنادي أورلاند بيراتس.

## روابط خارجية
- تاريخ الملعب